# Кабушка Мирослав Олексійович
Миросла́в Олексі́йович Кабушка (нар. 19 лютого 1978 — 14 квітня 2016) — старший солдат Збройних сил України, учасник російсько-української війни.

## Життєпис
Народився 1978 року в місті Полтава. До 9-го класу навчався в школі № 16, потім пішов до училища. Створив сім'ю, проживав у Полтаві.
У липні 2015 року мобілізований, пройшов підготовку в навчальному центрі військ ВДВ, вперше стрибнув з парашутом. Старший солдат, військовослужбовець 90-го окремого десантного штурмового батальйону, 81-ша бригада, старший водій БТРа.
14 квітня 2016 року загинув близько опівночі під час бойових дій у промзоні Авдіївки — під час спостереження за позиціями ворога Мирослава обстріляли терористи з ручного протитанкового гранатомета.
17 квітня 2016-го похований у Полтаві з військовими почестями на Алеї Героїв, центральне міське кладовище.
Без Мирослава лишилися батьки, дружина та дві доньки — з них Юлія 2002 р.н. Батько Мирослава Олексій Михайлович — волонтер з «Громади Полтавщини».

## Нагороди та вшанування
- Указом Президента України № 522/2016 від 25 листопада 2016 року «за особисту мужність і високий професіоналізм, виявлені у захисті державного суверенітету та територіальної цілісності України, вірність військовій присязі» — нагороджений орденом «За мужність» III ступеня (посмертно)[1].
- нагороджений відзнакою «За вірність народу України» І ступеня (рішення Полтавської обласної ради, посмертно).
- 7 грудня 2016 року на полтавській школі № 18, де навчався Мирослав Кабушка, відкрито і освячено пам'ятний знак на його честь.
- медаль «За жертовність і любов до України» (посмертно)